# Projekt 20180
Projekt 20180 je třída pomocných lodí ruského námořnictva tvořená záchranným remorkérem Zvjozdočka. Z byly následně odvozeny další varianty třídy – muniční lodě projektu 20181 (některé prameny uvádějí projekt 20180TV) a transportní loď projektu 20183. Plavidla této třídy mají zesílený trup umožňující operace v Arktidě.

## Stavba
Tento typ vyvinula Ústřední námořní konstrukční kancelář (CMKB) Almaz. Jako první byl loděnicí Zvjozdočka v Severodvinsku postaven oceánský remorkér Zvjozdočka, přijatý do služby roku 2010. Stavba první muniční lodě Akademik Kovaljov byla objednána v září 2011. Plavidlo do služby vstoupilo v prosinci 2015. Jeho sesterskou stejného určení lodí je Akademik Makejev.
Jednotky třídy:
| Jméno               | Verze         | Loďstvo | Založení kýlu     | Spuštěna        | Vstup do služby   | Status    |
| ------------------- | ------------- | ------- | ----------------- | --------------- | ----------------- | --------- |
| Zvjozdočka          | Projekt 20180 | Severní | 2004              | 2007            | 24. července 2010 | aktivní   |
| Akademik Kovaljov   | Projekt 20181 | Severní | 2011              | červenec 2014   | 18. prosince 2015 | aktivní   |
| Akademik Makejev    | Projekt 20181 |         | 2015              |                 | 2018 (plán)       | ve stavbě |
| Akademik Alexandrov | Projekt 20183 |         | 20. prosince 2012 | 16. května 2017 | 23. ledna 2020    | aktivní   |

## Konstrukce

### Projekt 20181
Hlavním úkolem této verze je přeprava a manipulace s různými druhy výzbroje. Plavidlo je delší s větším výtlakem. K tomu slouží trojice jeřábů. Z plavidla může operovat vrtulník Kamov Ka-27. Diesel-elektrický pohonný systém pohání dva azipody a dvě dokormidlovací zařízení. Nejvyšší rychlost dosahuje 14 uzlů.